# Calyptogena pacifica
Calyptogena pacifica är en musselart som beskrevs av Dall 1891. Calyptogena pacifica ingår i släktet Calyptogena och familjen Vesicomyidae. Inga underarter finns listade i Catalogue of Life.